# Ger Copper
Gerrit Copper (Assendelft, 21 juli 1953 – 6 augustus 2020) was een Nederlandse goochelaar. Hij won in 1979 het wereldkampioenschap goochelen. Buiten zijn eigen shows was Copper als adviseur betrokken bij nationale en internationale theaterproducties.

## Prijzen
Copper werd drie keer Nederlands kampioen goochelen en bracht het in 1977 en 1982 in Hollywood tot Visiting Magician of the Year. Hij won het wereldkampioenschap goochelen in 1979 met een kaarsenact.

## Black art
Copper was gespecialiseerd in black art, ook wel bekend als het zwarte theater. Met dit podiumprincipe maakte Copper in de afgelopen decennia verschillende shows. Een ervan was Spetter en het magische avontuur, een familieshow die draaide in het Dolfinarium Harderwijk.

## Hanky Panky
Copper begon in de jaren 60 een samenwerking met Hanky Panky, een producent van goocheldozen. In 1969 was een jonge Copper te zien in televisiereclame van die fabrikant. Later werkte hij mee aan onder meer het vertalen van beschrijvingen van goocheltrucs.

## Dutch School of Magic
Copper was jarenlang als coach betrokken bij producties van onder anderen Hans Klok, Marcel Kalisvaart en Nick Nielsen. Later besloot hij om naast bekende goochelaars ook beginners te begeleiden. Na zijn aanwezigheid tijdens het jeugdweekend van de Nederlandse Magische Unie in 2008 richtte Copper een eigen goochelschool op: de Dutch School of Magic (DSOM).

## Overlijden
Tijdens een reis in Zuid-Afrika in de zomer van 2020 liep Copper een legionellabesmetting op. Hij werd behandeld in een ziekenhuis in Zaandam. Kort na ontslag uit het ziekenhuis stierf hij aan een hartaanval.